# Fort McPherson (Territoires du Nord-Ouest)
Pour les articles homonymes, voir Fort McPherson.
Fort McPherson (en gwich’in : Teetʼlit Zhen, « La tête hors de l'eau ») est une bourgade située dans la région d'Inuvik dans les Territoires du Nord-Ouest au Canada.

## Historique

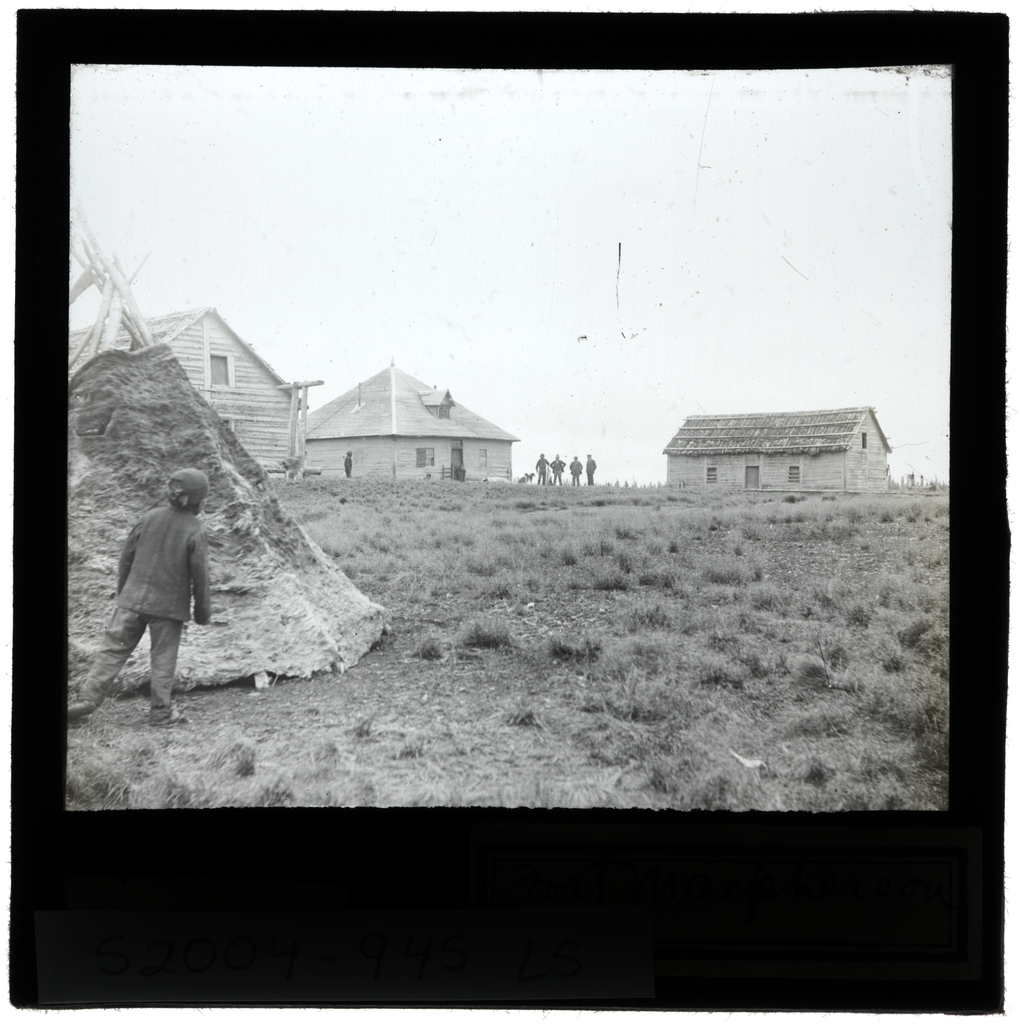
Fort McPherson, environ 1910

Le fort fut créé en 1849, par des explorateurs employés par la compagnie de la Baie d'Hudson, comme poste de traite, le long de la rive de la rivière Peel, en amont de sa confluence avec le fleuve Mackenzie. Ce poste de traite de la fourrure était situé à sept kilomètres au nord de la cité actuelle.

## Géographie
Le fort McPherson est accessible par la route Dempster Highway qui relie Dawson City dans le Yukon à sa destination finale Inuvik située à 120 kilomètres au nord-est du fort.
La population s'élève à environ 647 habitants en 2021 dont 80 % d'Amérindiens de la Nation Gwich’in

### Climat
| Mois                                  | jan.       | fév.     | mars       | avril      | mai        | juin      | jui.      | août      | sep.       | oct.       | nov.       | déc.       | année           |
| ------------------------------------- | ---------- | -------- | ---------- | ---------- | ---------- | --------- | --------- | --------- | ---------- | ---------- | ---------- | ---------- | --------------- |
| Température minimale moyenne (°C)     | −31,1      | −29      | −25,7      | −15,7      | −2,7       | 7,5       | 10,2      | 7,2       | 0,8        | −9,9       | −23,8      | −28,1      | −11,7           |
| Température moyenne (°C)              | −27,5      | −24,9    | −20,3      | −9,9       | 2,1        | 13        | 15,2      | 11,8      | 4,6        | −7         | −20,5      | −24,4      | −7,3            |
| Température maximale moyenne (°C)     | −23,8      | −20,8    | −14,9      | −4         | 6,9        | 18,5      | 20,2      | 16,4      | 8,4        | −4         | −17,2      | −20,8      | −2,9            |
| Record de froid (°C) date du record   | −55,6 1894 | −55 1968 | −48,9 1897 | −44,4 1899 | −25,6 1935 | −6,7 1918 | −1,1 1918 | −6,7 1928 | −19,5 1983 | −37,5 1989 | −46,7 1927 | −50,6 1937 | −55,6 14/1/1894 |
| Record de chaleur (°C) date du record | 8,9 1916   | 10 1911  | 10,6 1926  | 16,7 1960  | 29,5 2010  | 32 1982   | 33,3 2001 | 33,3 1919 | 27,2 1940  | 24,1 2003  | 10 1997    | 9 1985     | 33,3 20/7/2001  |
| Précipitations (mm)                   | 14,9       | 14,8     | 12,7       | 10,9       | 17,2       | 25,5      | 46,4      | 39,4      | 33,1       | 37         | 29         | 17         | 297,7           |
| dont neige (cm)                       | 14,9       | 14,8     | 12,7       | 10,6       | 9          | 0,4       | 0         | 0,3       | 7,4        | 36,4       | 29         | 17         | 152,5           |
| Nombre de jours avec précipitations   | 6,4        | 5,1      | 6          | 4,1        | 5,2        | 7         | 9,9       | 11,3      | 11         | 11,8       | 9,9        | 6,8        | 94,3            |
| Nombre de jours avec neige            | 6,4        | 5,1      | 6          | 4          | 2,9        | 0,2       | 0         | 0,2       | 2,6        | 11,2       | 9,9        | 6,7        | 55,1            |

| Diagramme climatique                                  |              |                |             |             |             |              |             |            |          |              |              |
| J                                                     | F            | M              | A           | M           | J           | J            | A           | S          | O        | N            | D            |
| −23,8−31,114,9                                        | −20,8−2914,8 | −14,9−25,712,7 | −4−15,710,9 | 6,9−2,717,2 | 18,57,525,5 | 20,210,246,4 | 16,47,239,4 | 8,40,833,1 | −4−9,937 | −17,2−23,829 | −20,8−28,117 |
| Moyennes : • Temp. maxi et mini °C • Précipitation mm |              |                |             |             |             |              |             |            |          |              |              |

## Démographie
| 2001 | 2006 | 2011 | 2016 |
| ---- | ---- | ---- | ---- |
| 761  | 776  | 792  | 700  |